# Maestro dell'Adorazione dei Magi del Prado
Il 'Maestro dellAdorazione dei Magi del Prado (fl. XV secolo) è stato un pittore fiammingo, probabilmente attivo a Bruxelles circa tra il 1475-1500, seguace di Rogier van der Weyden.

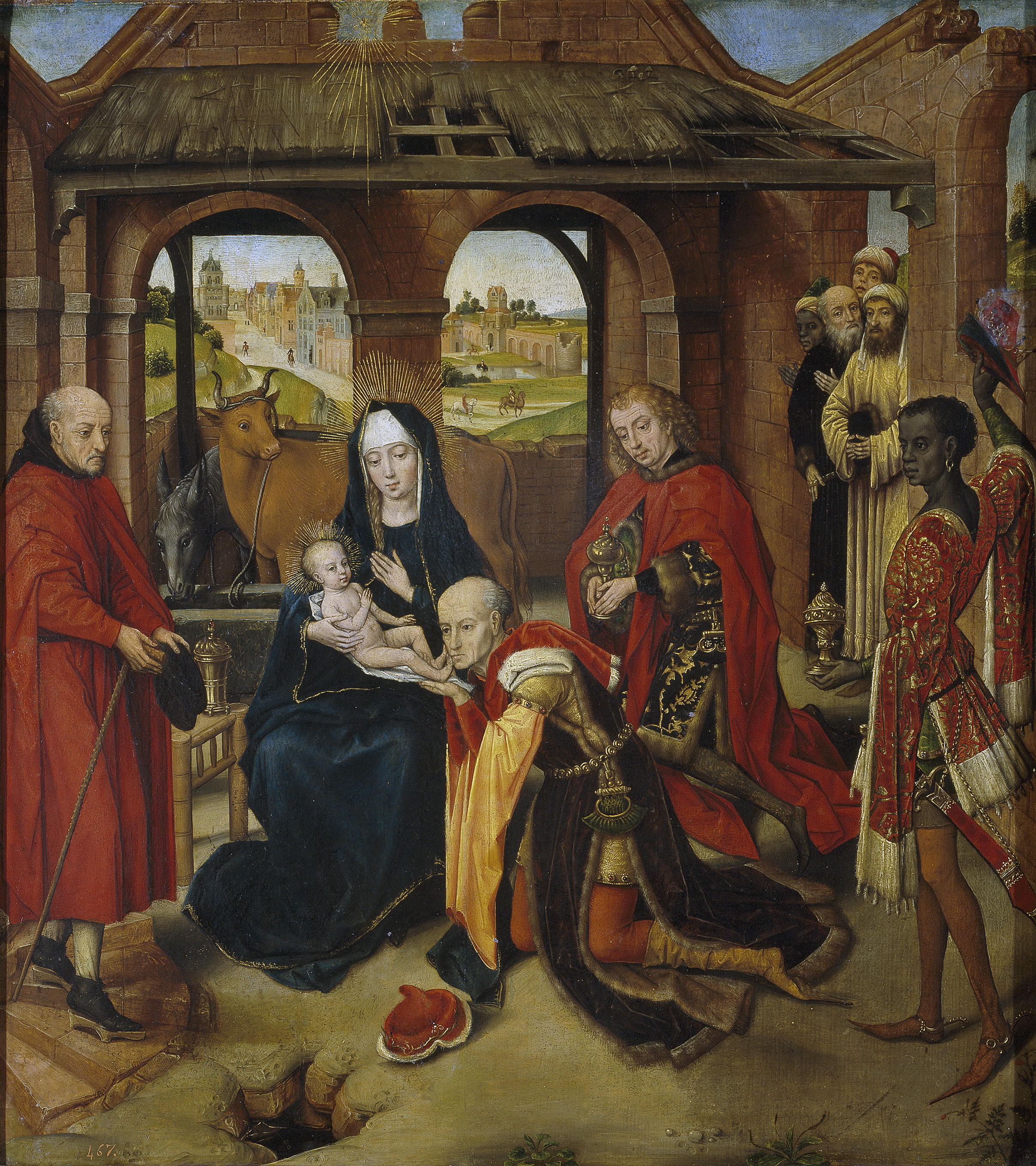
LAdorazione dei Magi, olio su tavola, 60 x 55 cm, Madrid, Museo del Prado

Deve il suo nome a una tavola con l'Adorazione dei Magi conservato nel Museo del Prado, copiata liberamente dal pannello centrale del Trittico di santa Colomba (Monaco,  Alte Pinakothek), dal quale il copista anonimo avrebbe potuto conoscere gli studi precedenti e ci ha lavorato a giudicare dalle modifiche apportate in seguito da Van der Weyden, principalmente nella posizione del Bambino e nella sua relazione con i Re Magi. La tavola che in passato era attribuita a Hans Memling, lo avrebbe dipinto all'inizio della sua carriera, prima del 1464 e, secondo lo storico dell'arte belga Georges Hulin de Loo, fu un lavoro nel laboratorio di Rogier van der Weyden sarebbe stato parte di un polittico smembrato in una data sconosciuta a cui sarebbe appartenuta anche Annunciazione della Burrell Collection a Glasgow, senza l'arcangelo Gabriele e la Presentazione al tempio, della National Gallery of Art, derivati anche entrambi i panelli laterali del Trittico di santa Colomba. A questi tre panelli furono aggiunte in seguito, per motivi stilistici, altre due scene dell'infanzia di Gesù che avrebbero fatto parte anche dell'allora Polittico Hulin de Loo: la Natività del Birmingham Museums and Art Gallery e il Riposo durante la fuga in Egitto conservato anche nella collezione Durrell a Glasgow. Tuttavia, le attribuzioni dei tavoli al giovane Memling, ora respinte da tutte le istituzioni di cui sono proprietà, furono contestate, tra le altre cose, da De Vos, per il quale sarebbero state opere anonime, derivanti dai pennelli di un modesto seguace di Van der Weyden, influenzato da Memling, e sono entrati in contatto con altri seguaci di Van der Weyden come il Maestro della Leggenda di Santa Caterina.

## Galleria d'immagini

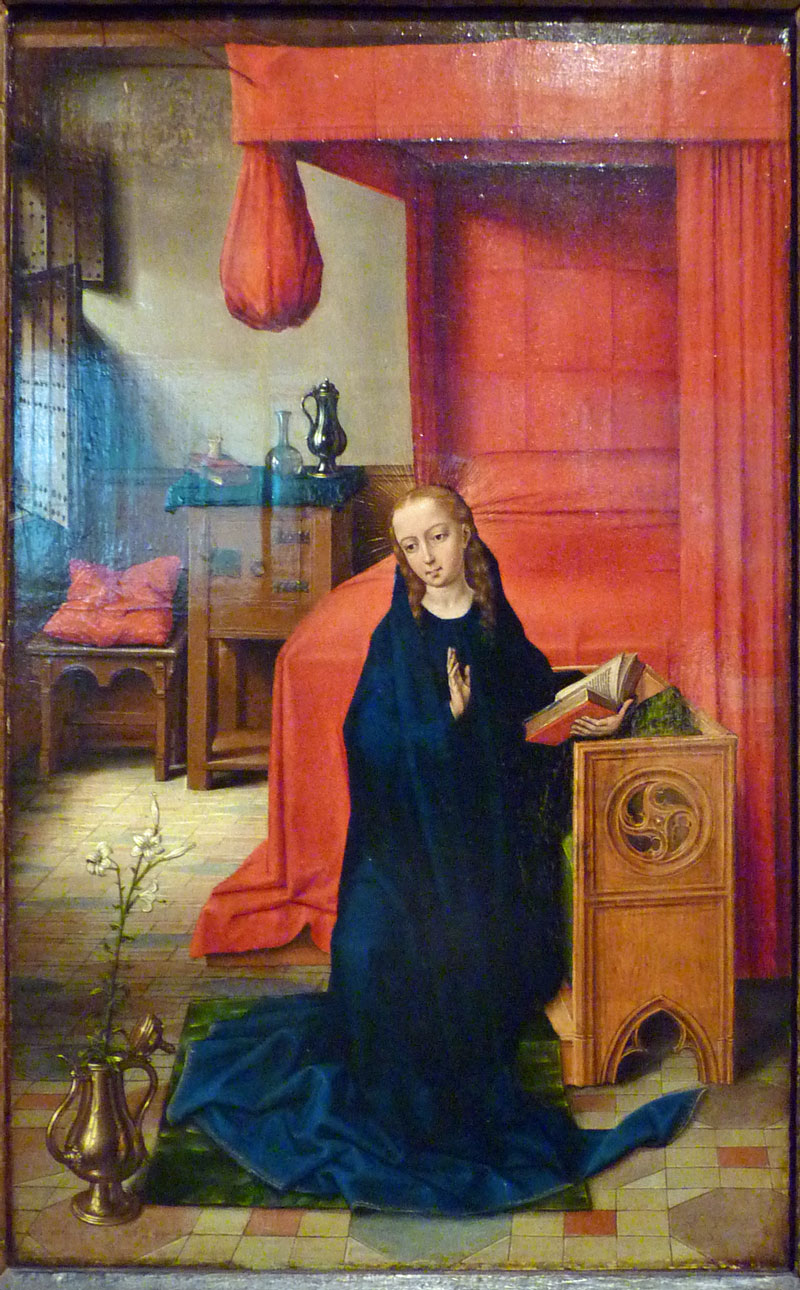
Annunciazione, Burrell Collection a Glasgow
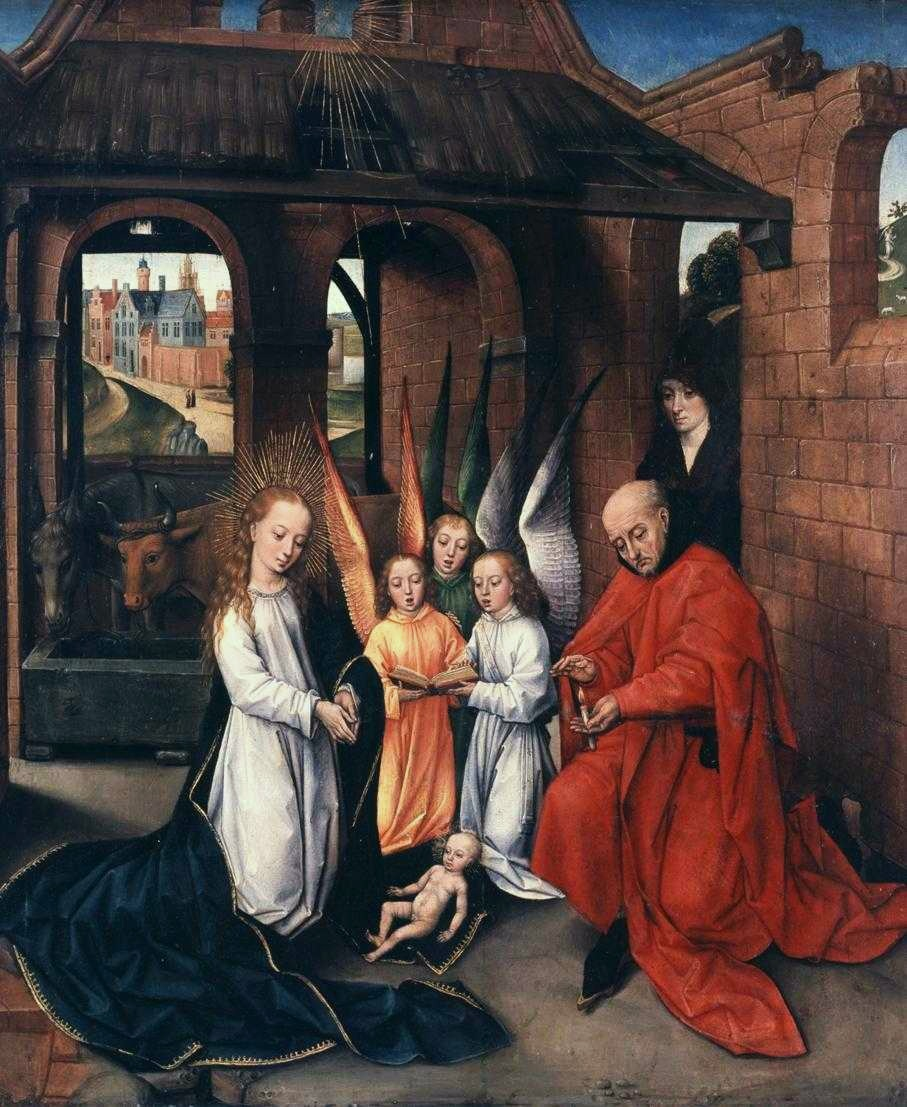
Natività, Birmingham Museum and Art Gallery
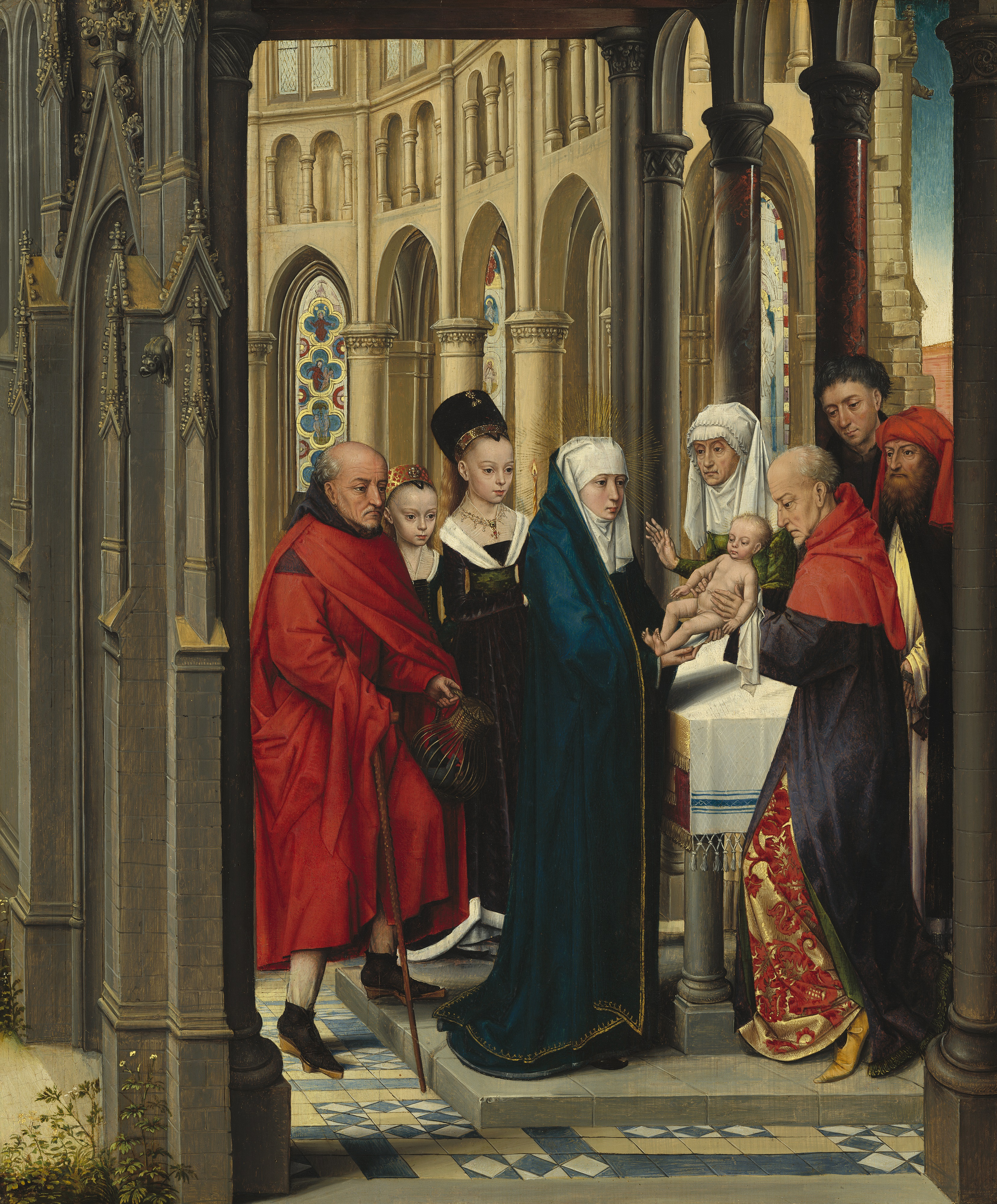
Presentazione al Tempio, National Gallery of Art di Washington
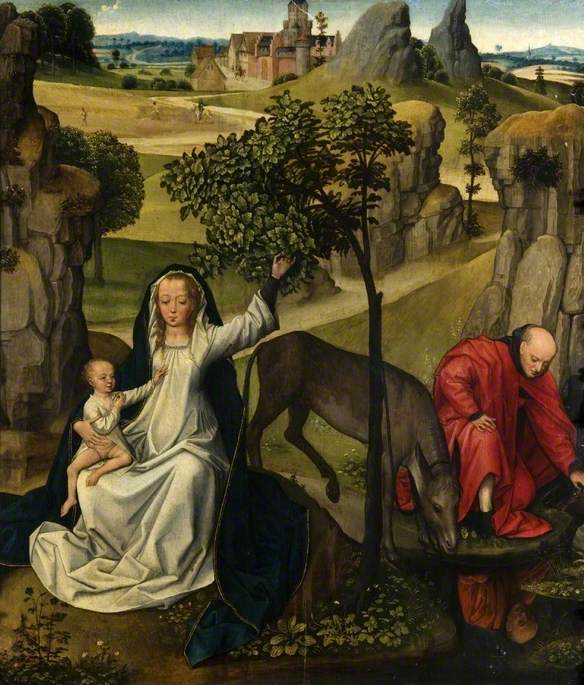
Riposo durante la fuga in Egitto, Burrell Collection a Glasgow